# Janvier 1941 (guerre mondiale)
Chronologie de la Seconde Guerre mondiale
Décembre 1940 - Janvier 1941 -  Février 1941
- Janvier : 
  - Publication du premier numéro des journaux de la résistance française Valmy et Libération.
  - Guerre franco-thaïlandaise, Les troupes thaïlandaises entrent au Cambodge.

- 2 janvier : 
  - La 12e armée allemande commence à se concentrer en Roumanie.

- 5 janvier : 
  - Arrivée à Vichy de l’ambassadeur des États-Unis en France, l’amiral Leahy.

- 9 janvier :  
  - Hitler décide d’envoyer un corps blindé en Libye (Afrika Korps).

- 10 janvier : 
  - Combat naval entre le Royaume-Uni et l'Italie dans le détroit de Sicile.

- 19 janvier :
  - Offensive anglaise en Cyrénaique.

- 21 janvier : 
  - Prise de Tobrouk par les troupes britanniques et australiennes.

- 22 janvier : 

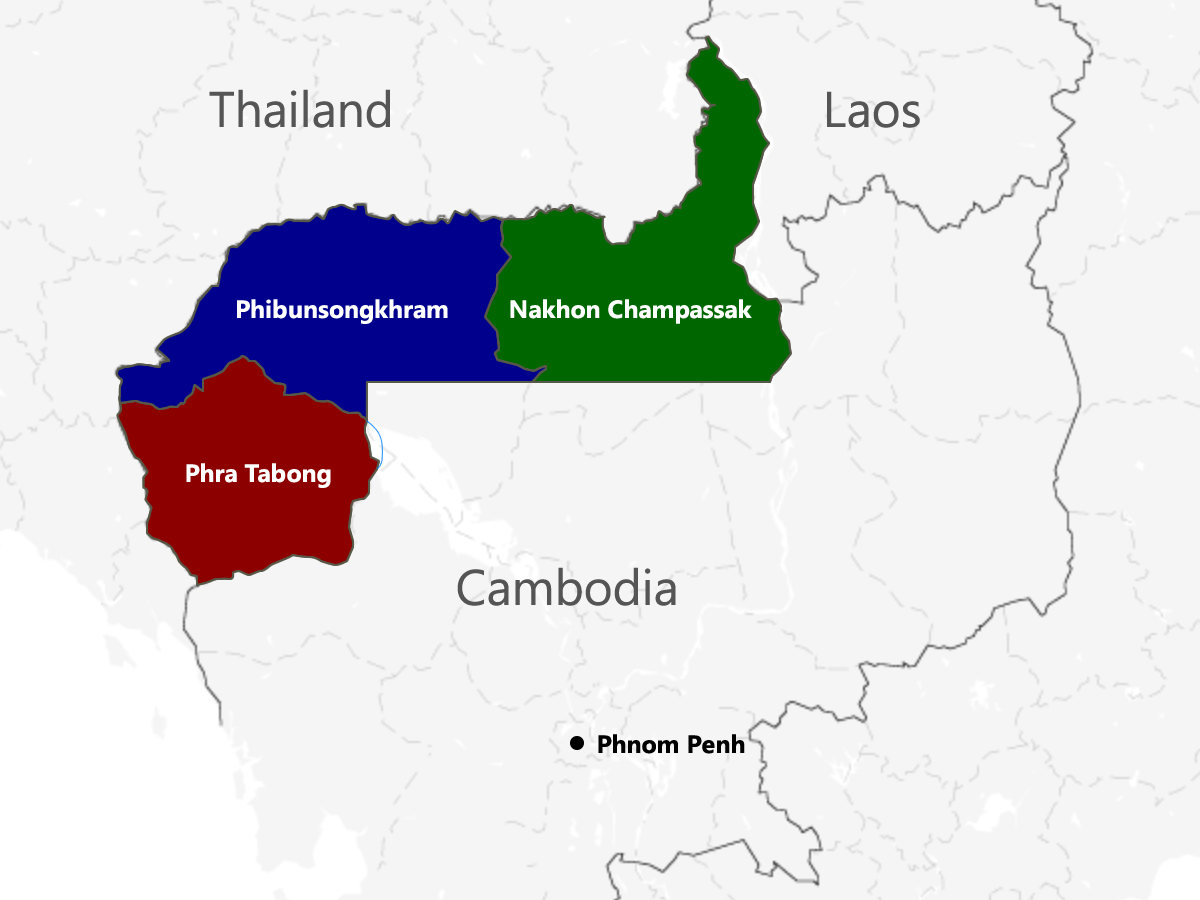
Les territoires annexés dans les années 1940 par la Thaïlande : en rouge la province thaïlandaise de Phra Tabong dont fait partie Battambang.

  - Démantèlement du groupe du musée de l'Homme. Henri Frenay renforce le Mouvement de libération nationale (MLN).

- 31 janvier : 
  - Le différend entre la France de Vichy et la Thaïlande est résolu avec la médiation du Japon.